# 리버 플레이트 몬테비데오
리버 플레이트 몬테비데오(Club Atlético River Plate)는 우루과이 몬테비데오를 연고로 하는 축구 클럽이다. 이 팀은 1932년에 창단되었으며, 현재 우루과이 프리메라 디비시온에 참가하고 있다.

## 우승 기록
- 우루과이 세군다 디비시온 (6회) : 1943, 1967, 1978, 1984, 1991, 2004

## 선수 명단

### 현역
참고: FIFA 자격 규정에 따라 소속된 국가대표팀 국기를 표시합니다. 선수는 복수의 FIFA 비회원국 국적을 가지고 있을 수 있습니다.
| 번호 | 포지션 | 국적     | 이름                       |
| ---- | ------ | -------- | -------------------------- |
| 6    | DF     |          | 라미로 페르난데스          |
| 7    | FW     | 우루과이 | 호아킨 라베가              |
| 11   | FW     | 우루과이 | 후안 크루즈 데 로스 산토스 |
| 19   | FW     | 우루과이 | 파우스티노 바론            |

| 번호 | 포지션 | 국적     | 이름          |
| ---- | ------ | -------- | ------------- |
| 27   | MF     | 파라과이 | 훌리오 바에즈 |

## 역대 감독
| 감독            | 임기        |
| --------------- | ----------- |
| 아니발 루이스   | 1984        |
| 마르틴 라사르테 | 2003 ~ 2004 |